# Pro Bowl 2016
Der Pro Bowl 2016 der American-Football-Liga National Football League (NFL) ist der Pro Bowl der Saison 2015. Er wurde am 31. Januar 2016, eine Woche vor dem Super Bowl 50, im Aloha Stadium auf Hawaii ausgetragen. Die Teams wurden von Jerry Rice und Michael Irvin zusammengestellt.

## Spielzusammenfassung
| Quarter | Spielzeit | Spielzug (Drive)  | Spielzug (Drive) | Spielzug (Drive)       | Team  | Informationen zum Punktgewinn | Punkte | Punkte |
| Quarter | Spielzeit | Spielzüge (Plays) | Raumgewinn       | Dauer des Ballbesitzes | Team  | Informationen zum Punktgewinn | Rice   | Irvin  |
| ------- | --------- | ----------------- | ---------------- | ---------------------- | ----- | --- | ------ | ------ |
| 1       | 9:37      | 10                | 75 Yards         | 5:29                   | Rice  | Kelce mit einem 4-Yard Touchdown, nach dem Zuspiel von Manning; Point after Touchdown (PAT) erfolgreich verwandelt von Brown      | 7      | 0      |
| 1       | 8:06      | 4                 | 75 Yards         | 1:32                   | Irvin | Jones mit einem 14-Yard Touchdown, nach dem Zuspiel von Wilson; Two-Point Conversion nicht erfolgreich                            | 7      | 6      |
| 1       | 3:45      | 6                 | 75 Yards         | 2:53                   | Irvin | Freeman mit einem 14-Yard Touchdown, nach dem Zuspiel von Wilson; Two-Point Conversion erfolgreich nach Pass von Wilson auf Jones | 7      | 14     |
| 2       | 12:38     | 5                 | 75 Yards         | 2:28                   | Irvin | Gurley mit einem 10-Yard Touchdown, nach dem Zuspiel von Wilson; PAT erfolgreich verwandelt von Bailey                            | 7      | 21     |
| 2       | 3:30      | 7                 | 51 Yards         | 4:26                   | Rice  | Kelce mit einem 10-Yard Touchdown, nach dem Zuspiel von Carr; PAT erfolgreich verwandelt von Brown                                | 14     | 21     |
| 2       | 0:36      | 7                 | 80 Yards         | 1:52                   | Irvin | Sproles mit einem 2-Yard Touchdown, nach dem Zuspiel von Bridgewater; PAT erfolgreich verwandelt von Bailey                       | 14     | 28     |
| 3       | 9:01      | 10                | 75 Yards         | 6:05                   | Rice  | Martin mit einem 8-Yard Touchdown-Lauf; PAT erfolgreich verwandelt von Brown                                                      | 21     | 28     |
| 3       | 6:48      | 4                 | 75 Yards         | 2:07                   | Irvin | Robinson mit einem 50-Yard Touchdown, nach dem Zuspiel von Bridgewater; PAT erfolgreich verwandelt von Bailey                     | 21     | 35     |
| 3       | 1:51      | 4                 | 68 Yards         | 1:33                   | Irvin | Walker mit einem 53-Yard Touchdown, nach dem Zuspiel von Winston; PAT erfolgreich verwandelt von Bailey                           | 21     | 42     |
| 4       | 7:50      | 12                | 75 Yards         | 7:10                   | Irvin | Hopkins mit einem 7-Yard Touchdown, nach dem Zuspiel von Winston; PAT erfolgreich verwandelt von Bailey                           | 21     | 49     |
| 4       | 6:05      | 5                 | 75 Yards         | 1:45                   | Rice  | Landry mit einem 31-Yard Touchdown, nach dem Zuspiel von Taylor; Two-Point Conversion nicht erfolgreich                           | 27     | 49     |

## Startaufstellung
| Rice              | Position | Position | Irvin            |
| Offense           | Offense  | Offense  | Offense          |
| ----------------- | -------- | -------- | ---------------- |
| Odell Beckham Jr. | WR       | WR       | A. J. Green      |
| Joe Thomas        | LT       | LT       | Tyron Smith      |
| Josh Sitton       | LG       | LG       | Zack Martin      |
| Nick Mangold      | C        | C        | Alex Mack        |
| Logan Mankins     | RG       | RG       | Marshal Yanda    |
| Joe Staley        | RT       | RT       | Andrew Whitworth |
| Travis Kelce      | TE       | TE       | Delanie Walker   |
| Amari Cooper      | WR       | WR       | DeAndre Hopkins  |
| Eli Manning       | QB       | QB       | Russell Wilson   |
| Adrian Peterson   | RB       | RB       | Devonta Freeman  |
| Gary Barnidge     | TE       | FB       | Patrick DiMarco  |
| Defense           |          |          |                  |
| Khalil Mack       | DE       | DE       | Michael Bennett  |
| Aaron Donald      | DT       | DT       | Calais Campbell  |
| Gerald McCoy      | DT       | DT       | Geno Atkins      |
| Everson Griffen   | DE       | DE       | Ezekiel Ansah    |
| Tamba Hali        | OLB      | OLB      | Sean Lee         |
| Clay Matthews     | ILB      | ILB      | Derrick Johnson  |
| Julius Peppers    | OLB      | OLB      | Anthony Barr     |
| Marcus Peters     | CB       | CB       | Adam Jones       |
| Jason Verrett     | CB       | CB       | Desmond Trufant  |
| Charles Woodson   | S        | S        | Reshad Jones     |
| Eric Berry        | S        | S        | Malcolm Jenkins  |

## Spieler

### Draft
Der Draft beim Pro Bowl verlief über zwei Tage, in denen insgesamt 82 Spieler auf zwei Teams verteilt wurden. Ausgewählt haben die beiden Teamcaptains Rice und Irvin. Unterstützt wurden sie dabei von jeweils zwei zuvor ausgewählten Spielercaptains und einem NFL.com Fantasy Football Champion. Die Spielercaptains waren bei Rice Odell Beckham Jr. und Aaron Donald, während es bei Irvin Geno Atkins und Devonta Freeman waren. Die Long Snapper wurden bereits eine Woche vor dem Draft von den beiden Head Coaches ausgewählt. Andy Reid entschied sich für Morgan Cox, Mike McCarthy für Jon Weeks.

#### Pre-Selected Picks
Am 26. Januar 2016 fand der erste der beiden Draft-Tage statt, bei dem Irvin und Rice die ersten 17 Spieler wählten, zumeist Line-Spieler und Special-Teamer.
| Pick | Team  | Spieler          | Position          |
| ---- | ----- | ---------------- | ----------------- |
| 1    | Rice  | John Kuhn        | Fullback          |
| 2    | Irvin | Patrick DiMarco  | Fullback          |
| 3    | Rice  | Kyle Long        | Tackle            |
| 4    | Irvin | Branden Albert   | Tackle            |
| 5    | Rice  | Joe Staley       | Tackle            |
| 6    | Irvin | Tyron Smith      | Tackle            |
| 7    | Rice  | Joe Thomas       | Tackle            |
| 8    | Irvin | Andrew Whitworth | Tackle            |
| 9    | Rice  | Richie Incognito | Guard             |
| 10   | Irvin | David DeCastro   | Guard             |
| 11   | Rice  | Logan Mankins    | Guard             |
| 12   | Irvin | Zack Martin      | Guard             |
| 13   | Rice  | Josh Sitton      | Guard             |
| 14   | Irvin | Marshal Yanda    | Guard             |
| 15   | Rice  | Nick Mangold     | Center            |
| 16   | Irvin | Travis Frederick | Center            |
| 17   | Rice  | Eric Wood        | Center            |
| 18   | Irvin | Alex Mack        | Center            |
| 19   | Rice  | Fletcher Cox     | Defensive Tackle  |
| 20   | Irvin | Calais Campbell  | Defensive Tackle  |
| 21   | Rice  | Gerald McCoy     | Defensive Tackle  |
| 22   | Irvin | Jurrell Casey    | Defensive Tackle  |
| 23   | Rice  | Clay Matthews    | Linebacker        |
| 24   | Irvin | NaVorro Bowman   | Linebacker        |
| 25   | Rice  | Bobby Wagner     | Linebacker        |
| 26   | Irvin | Derrick Johnson  | Linebacker        |
| 27   | Rice  | Josh Brown       | Kicker            |
| 28   | Irvin | Dan Bailey       | Kicker            |
| 29   | Rice  | Johnny Hekker    | Punter            |
| 30   | Irvin | Sam Koch         | Punter            |
| 31   | Rice  | Tyler Lockett    | Return Specialist |
| 32   | Irvin | Darren Sproles   | Return Specialist |
| 33   | Rice  | Cedric Peerman   | Special Teamer    |
| 34   | Irvin | Justin Bethel    | Special Teamer    |

#### Pro Bowl Draft
Am 27. Januar 2016 war der zweite Tag des Drafts, er gilt als der wichtigere, da an diesem die meisten Offensivspieler gewählt werden. Jedes Team wählte an diesem Tag 24 Spieler. Russell Wilson war dabei der erste ausgewählte Spieler. Der zweite Draft-Tag wurde in den Vereinigten Staaten von ESPN2 ausgestrahlt.
| Pick | Team  | Spieler                     | Position      |
| ---- | ----- | --------------------------- | ------------- |
| 1    | Irvin | Russell Wilson              | Quarterback   |
| 2    | Rice  | Eli Manning                 | Quarterback   |
| 3    | Irvin | Julio Jones                 | Wide Receiver |
| 4    | Rice  | Khalil Mack                 | Defensive End |
| 5    | Irvin | Richard Sherman             | Cornerback    |
| 6    | Rice  | Jarvis Landry               | Wide Receiver |
| 7    | Irvin | Ezekiel Ansah               | Defensive End |
| 8    | Rice  | Derek Carr                  | Quarterback   |
| 9    | Irvin | Michael Benett              | Defensive End |
| 10   | Rice  | Amari Cooper                | Wide Receiver |
| 11   | Irvin | A. J. Green                 | Wide Receiver |
| 12   | Rice  | Marcus Peters               | Cornerback    |
| 13   | Irvin | DeAndre Hopkins             | Wide Receiver |
| 14   | Rice  | Adrian Peterson             | Runningback   |
| 15   | Irvin | Todd Gurley                 | Runningback   |
| 16   | Rice  | Tamba Hali                  | Linebacker    |
| 17   | Irvin | Anthony Barr                | Linebacker    |
| 18   | Rice  | Everson Griffen             | Defensive End |
| 19   | Irvin | Desmond Trufant             | Cornerback    |
| 20   | Rice  | Vontae Davis                | Cornerback    |
| 21   | Irvin | Allen Robinson              | Wide Receiver |
| 22   | Rice  | T. Y. Hilton                | Wide Receiver |
| 23   | Irvin | Lavonte David               | Linebacker    |
| 24   | Rice  | Brent Grimes                | Cornerback    |
| 25   | Irvin | Tyler Eifert                | Tight End     |
| 26   | Rice  | Doug Martin                 | Runningback   |
| 27   | Irvin | Jameis Winston              | Quarterback   |
| 28   | Rice  | Travis Kelce                | Tight End     |
| 29   | Irvin | Carlos Dunlap               | Defensive End |
| 30   | Rice  | Eric Berry                  | Safety        |
| 31   | Irvin | Teddy Bridgewater           | Quarterback   |
| 32   | Rice  | Julius Peppers              | Linebacker    |
| 33   | Irvin | Delanie Walker              | Tight End     |
| 34   | Rice  | Cameron Jordan              | Defensive End |
| 35   | Irvin | Reshad Jones                | Safety        |
| 36   | Rice  | Tyrod Taylor                | Quarterback   |
| 37   | Irvin | Sean Lee                    | Linebacker    |
| 38   | Rice  | Gary Barnidge               | Tight End     |
| 39   | Irvin | Adam Jones                  | Cornerback    |
| 40   | Rice  | Elvis Dumervil              | Linebacker    |
| 41   | Irvin | Latavius Murray             | Runningback   |
| 42   | Rice  | Chris Ivory                 | Runningback   |
| 43   | Irvin | Malcolm Jenkins             | Safety        |
| 44   | Rice  | Jason Verrett               | Cornerback    |
| 45   | Irvin | Dominique Rodgers-Cromartie | Cornerback    |
| 46   | Rice  | Mike Adams                  | Safety        |
| 47   | Irvin | Harrison Smith              | Safety        |
| 48   | Rice  | Charles Woodson             | Safety        |

### Anzahl der Spieler je  Team
| Team                 | Nominierte Spieler |
| -------------------- | ------------------ |
| Cincinnati Bengals   | 8                  |
| New England Patriots | 7                  |
| Kansas City Chiefs   | 6                  |
| Oakland Raiders      | 6                  |
| Miami Dolphins       | 5                  |
| New York Jets        | 5                  |
| Baltimore Ravens     | 4                  |
| Buffalo Bills        | 4                  |
| Denver Broncos       | 4                  |
| Cleveland Browns     | 3                  |
| Houston Texans       | 3                  |
| Indianapolis Colts   | 3                  |
| Pittsburgh Steelers  | 3                  |
| Tennessee Titans     | 2                  |
| San Diego Chargers   | 1                  |
| Jacksonville Jaguars | 1                  |

| Team                 | Nominierte Spieler |
| -------------------- | ------------------ |
| Carolina Panthers    | 10                 |
| Arizona Cardinals    | 7                  |
| Seattle Seahawks     | 7                  |
| Dallas Cowboys       | 5                  |
| Green Bay Packers    | 5                  |
| Minnesota Vikings    | 5                  |
| Tampa Bay Buccaneers | 5                  |
| Atlanta Falcons      | 4                  |
| New York Giants      | 4                  |
| Philadelphia Eagles  | 4                  |
| St. Louis Rams       | 3                  |
| Detroit Lions        | 2                  |
| San Francisco 49ers  | 2                  |
| Chicago Bears        | 1                  |
| New Orleans Saints   | 1                  |
| Washington Redskins  | 1                  |

## Schiedsrichter
Hauptschiedsrichter des Spiels war Pete Morelli. Er wurde unterstützt vom Umpire Ruben Fowler, Head Linesman George Hayward, Line Judge John McGrath, Field Judge Mike Weatherford, Back Judge Lee Dyer und dem Side Judge Jeff Lamberth.

## Cheerleader
Jedes Team stellte beim Pro Bowl eine Cheerleaderin, welche zuvor in einer internen Wahl bestimmt wurde. Da 7 Mannschaften keine Cheerleader hatten, gab es insgesamt 25 Cheerleader.
| Team                 | Cheerleader |
| -------------------- | ----------- |
| Baltimore Ravens     | Serena      |
| Miami Dolphins       | Brittany    |
| Oakland Raiders      | Brandi      |
| Cincinnati Bengals   | Tina        |
| Washington Redskins  | Tedi        |
| Houston Texans       | Delany      |
| San Diego Chargers   | Lauren      |
| Dallas Cowboys       | Holly       |
| New England Patriots | Alexandria  |
| Atlanta Falcons      | Sydney      |
| Seattle Seahawks     | Hope        |
| New York Jets        | Donna Marie |
| Los Angeles Rams     | Alexis      |
| Carolina Panthers    | Madelyn     |
| Arizona Cardinals    | Kristen     |
| Minnesota Vikings    | Karen       |
| Jacksonville Jaguars | Jessica     |
| Philadelphia Eagles  | Charnei     |
| Kansas City Chiefs   | Hayley      |
| Tennessee Titans     | Heather     |
| Denver Broncos       | Christina   |
| San Francisco 49ers  | Tyesha      |
| Indianapolis Colts   | Erin        |
| New Orleans Saints   | Brittany    |
| Tampa Bay Buccaneers | Cori        |